# Lôrensô Nguyễn Văn Hưởng
Lôrensô Nguyễn Văn Hưởng (1802-1856) là một linh mục, được Giáo hội Công giáo Rôma tôn phong Hiển Thánh vào năm 1988.
Ông sinh năm 1802 tại xứ Kẻ Sải (nay là Giáo xứ Tụy Hiền, xã An Tiến, huyện Mỹ Đức, thành phố Hà Nội, thuộc Tổng Giáo phận Hà Nội). Mồ côi, ông phải đi chăn trâu cho chú. Năm 12 tuổi, ông vào ở nhà xứ, học chữ Nho, sau đó học tại Chủng viện Vĩnh Trị.
Mãn trường, ông đi giúp xứ Bạch Bát, Ninh Bình. Giám mục Retord Liêu gọi ông về hoàn tất các môn thần học và lãnh nhận chức linh mục, giúp các giáo hữu ở Giang Sơn, Lạc Thổ, Yên Lộc, Bạch Bát.
Năm 1855, ông bị bắt khi đang trên thuyền đi ban bí tích. Quan tỉnh hứa: "Nếu ông đạp lên Thánh giá, ta cho đến trụ trì ở chùa Non Nước". Ông đáp: "Tôi không biết gì về Thần Phật, làm sao ở chùa được?". Sau nhiều lần dụ dỗ, tra khảo, đánh đòn nhưng không thành, các quan gửi án về triều đình. Rạng sáng ngày 27 tháng 4 năm 1856, bản án xử trảm được thi hành tại pháp trường Ninh Bình. Thi hài an táng tại làng Vĩnh Trị (Nam Định).